# 화이브라더스
화이브라더스(중국어 간체자: 华谊兄弟, 병음: Huáyì Xiōngdì, 영어: Huayi Brothers)는 중국의 미디어 그룹이다.

## 같이 보기
- C-pop